# С. С. 524 Вја Национале Пер Ланчано (Кјети)
С. С. 524 Вја Национале Пер Ланчано (итал. S.S. 524 Via Nazionale Per Lanciano) је насеље у Италији у округу Кјети, региону Абруцо.
Према процени из 2011. у насељу је живело 106 становника. Насеље се налази на надморској висини од 241 м.